# Ulrike Blome
Ulrike Blome (numită ocazional și: Ulrike Blume; n. 7 mai 1944, Poznań, Polonia – d. 17 februarie 2021) a fost o actriță germană.

## Biografie
Ulrike Blome și-a început cariera de teatru la vârsta de 19 ani cu spectacole pe diferite scene germane. Mai târziu a participat la diverse turrnee de teatru. În 1967, a participat la comedia Corinne and the Seebär de Karl Wittlinger într-o producție de Lothar Trautmann la Teatrul Contra-Kreis din Bonn și în sezonul 1968/1969 în comedia Forty Karat de Pierre Barillet și Jean -Pierre Gredy la Theater am Kurfürstendamm din Berlin. Sub îndrumarea lui Herbert Ballmann, alături de ea au jucat Gisela Uhlen, Gerhart Lippert, Horst Niendorf și Friedrich Schoenfelder.
Pe lângă actorie, Ulrike Blome a fost director general al unei agenții de artă din 1973 până în 1987. Din 1987 până în 2004 a fost directorul Biroului de Artă Berlin-Charlottenburg, care la acea vreme includea Villa Oppenheim.
Ulrike Blome a lucrat și în producții de film și televiziune. Printre acestea a fost și lungmetrajul din 1969 Dr. med. Fabian - Râsul este cel mai bun medicament de la Harald Reinl alături de Hans-Joachim Kulenkampff, Martin Held și Agnes Windeck și în serialul de televiziune Von Liebe fără discurs cu Stefan Behrens și Monika Lundi,;  Melchiorii cu Hans Putz și Hansi Jochmann și Avocatul cu Heinz Bennent și Susanne Beck, a jucat roluri continue în anii 1970. Ulrike Blome a apărut și în episoade individuale din Harbour Police și Butler Parker.

## Filmografie (selecție)
- 1965: Încă o zi (film TV)
- 1966: Harbour Police (serial TV) - The Mink
- 1967: este bine? - este furios? (Film TV)
- 1968: Un mic festival (film TV)
- 1969: Dr. med. Fabian - râsul este cel mai bun medicament
- 1970: Otto, acordorul de pian (serial TV) - Postillon d'amour
- 1971: Jaful femeilor sabine (înregistrare TV de la Teatrul Millowitsch )
- 1971: Nu se vorbește de dragoste (serial TV) - 13 episoade ca absolvent de liceu Cotta
- 1972: Butler Parker (serial TV) - Răpitorul
- 1972–1973: The Melchiors (serial TV) - 26 de episoade ca Agathe Melchior
- 1973: Povestea crimei (serial TV) - Mâneca cu firul verde
- 1975: Sub un singur acoperiș (serial TV) - În așteptarea lui Golz
- 1976: Avocatul (serial TV) - 13 episoade ca Fräulein Lattmann
- 1982: The Class Woman (film TV)
- 1985: Ciuleandra[7] - regizat de Sergiu Nicolaescu
- 1986: Aventura în Bangkok (film TV)